# Filtração (matemática)
Na teoria dos sistemas dinâmicos sobre variedades, uma filtração é uma seqüência de subvariedades onde se pode decompor a dinâmica em pedaços menores.

## Definição
Sejam M uma variedade suave e {\displaystyle f:M\rightarrow M} um homeomorfismo. Além disto, sejam {\displaystyle k\in \mathbb {N} } positivo, e {\displaystyle \emptyset =M_{0},...,M_{k}=M} uma seqüência de subvariedades de M, possivelmente com fronteira, e com codimensão 0. Dizemos que M{\displaystyle =\{M_{0},...,M_{k}\}} é uma filtração adaptada a f caso {\displaystyle f(M_{i})} esteja contido no interior de {\displaystyle M_{i}}, para cada i entre 0 e k.
Se M{\displaystyle =\{M_{0},...,M_{k}\}} e N{\displaystyle =\{M_{0},...,M_{l}\}} são duas filtrações, dizemos que M refina N caso para cada {\displaystyle i\in \{1,..,l\}}, exista um {\displaystyle j\in \{1,..,k\}} tal que {\displaystyle N_{i}\setminus N_{i-1}\subset M_{j}\setminus M_{j-1}}.
Dizemos {\displaystyle \{}M_i{\displaystyle \}_{i\in \mathbb {N} }} é uma seqüência de filtrações caso Mi+1 refine M_i, para todo {\displaystyle i\in \mathbb {N} }.

## Aplicações
O conceito de filtração é utilizado para definir uma condição (a existência de uma sequência fina de filtrações), que garanta que o conjunto dos pontos não-errantes de um homeomorfismo é contínuo superiormente na topologia de Hausdorff. Na linguagem dos sistemas dinâmicos, temos o seguinte teorema: a existência de uma sequência fina de filtrações adaptadas a um homeomorfismo f implica que não existem ômega-explosões para um homeomorfismo f.